# HiPT
Công ty Cổ phần Tập đoàn HiPT là một công ty công nghệ thông tin được thành lập vào năm 1994 với các lĩnh vực hoạt động chủ yếu bao gồm: Cung cấp giải pháp công nghệ thông tin (Tích hợp hệ thống; Phát triển phần mềm; Cung cấp thiết bị tin học) và cung cấp dịch vụ công nghệ thông tin (Đào tạo và chuyển giao công nghệ; Bảo trì thiết bị công nghệ thông tin).

## Quá trình phát triển
HiPT được thành lập ngày 18/6/1994 với tên gọi đầu tiên là Công ty TNHH Hỗ trợ Phát triển Tin học và được đổi thành Công ty Cổ phần Tập đoàn HiPT vào năm 2006. Sự ra đời của HiPT có mối liên hệ mật thiết với những tên tuổi lớn trong ngành Công nghệ thông tin như Hewlett-Packard (HP) và Tập đoàn FPT. Trả lời phóng viên báo Diễn đàn doanh nghiệp trong một bài phỏng vấn vào năm 2010, ông Võ Văn Mai (thời điểm đó đang là Chủ tịch Hội đồng quản trị của HiPT) nói: "... mặc dù tách riêng nhưng HiPT vẫn có phần góp vốn của FPT và vẫn nhận được những sự hỗ trợ từ FPT. Khi đó FPT vẫn nắm tới 80% vốn của HiPT và thực ra thì việc tách riêng cũng chỉ để tránh chồng chéo khi mà FPT thì hợp tác với IBM còn HiPT lại chọn HP. Tới năm 1995, một năm sau khi thành lập, khi mà cả FPT và HiPT đều đã "lớn", chúng tôi quyết định mua lại phần vốn góp của FPT." Vào những năm đầu thập niên 90, sau khi Hoa Kỳ xóa bỏ cấm vận đối với Việt Nam, hoạt động của các doanh nghiệp, đặc biệt là các doanh nghiệp công nghệ thông tin, diễn ra khá sôi nổi. Với mong muốn tìm ra lối đi riêng, không tập trung vào Thị trường bán lẻ, cũng không kinh doanh Phần cứng hay các thiết bị Tin học, HiPT được định hướng đi sâu vào lĩnh vực cung cấp giải pháp và dịch vụ hệ thống. Một phần lý do của định hướng này là quá trình làm việc lâu dài giữa HiPT và HP - một nhà cung cấp giải pháp hệ thống và giải pháp công nghệ thông tin chuyên nghiệp. Cho đến nay, đó vẫn là mảng hoạt động cốt lõi và mạnh nhất của HiPT.
Năm 2004, sau 10 năm vận hành, HiPT cải tiến mô hình theo cấu trúc Tập đoàn với sự tư vấn của đối tác Australia là APMG. Tiếp theo đó là sự ra đời của các đơn vị thành viên như: Công ty TNHH Giải pháp Tư vấn Công nghệ HIPT (2004); Công ty TNHH Thương mại và Dịch vụ Tin học HiPT và Công ty TNHH Giải pháp Ngân hàng Tài chính HiPT (2005); Chi nhánh tại TP. HCM, Công ty Cổ phần Dịch vụ Đầu tư HiPT, và Trường Trung cấp nghề Kỹ nghệ Thực hành HiPT (2006); Hệ thống Bán lẻ hiSHOP, Trung tâm Phân phối HiPT, Trung tâm Nghiên cứu và phát triển HiPT, Công ty Phần mềm HiMC - Liên doanh với Marumeni (Nhật Bản), và Công ty Đào tạo CNTT NewHorizons Hà Nội (2007).
Năm 2009 là năm ấn tượng nhất của HiPT, ghi nhận Doanh thu khoảng 730 tỷ đồng, cao hơn các năm trước đó và sau đó. Đây là năm của "Những câu chuyện chưa có tiền lệ" tại Thị trường chứng khoán Việt Nam, là năm ra mắt của thị trường giao dịch chứng khoán công ty đại chúng chưa niêm yết (UPCoM) - sự kiện quan trọng trong năm chuyển mình của Sở Giao dịch Chứng khoán Hà Nội. HiPT là một trong 10 doanh nghiệp đầu tiên chào sàn UPCoM với mã giao dịch HIG và có giá trị giao dịch lớn nhất (hơn 96 tỷ đồng). Cũng trong năm 2009, HiPT lần đầu tiên lọt vào bảng xếp hạng VNR500 - Top 500 Doanh nghiệp tư nhân lớn nhất Việt Nam và tiếp tục duy trì sự hiện diện tại bảng xếp hạng này vào năm 2010.
Công chúng và giới truyền thông đôi khi nhầm tên gọi của HiPT với HiPP (thực phẩm cho trẻ em) hoặc HPT (một công ty cung cấp dich vụ công nghệ tin học). Tên gọi HiPT được cho là xuất phát từ chữ H và chữ P của hãng HP, với chữ P và chữ T của FPT, thêm chữ i là đại diện cho cụm từ Information Technology. Theo ông Võ Văn Mai, logo có nút đỏ trên chữ i là "thể hiện sự tập trung của HiPT" vào công nghệ và giải pháp cốt lõi, đối tác chiến lược, khách hàng chiến lược. Đây là lý do mà tên của công ty này thường được viết với chữ i thường (HiPT).

## Cổ đông sáng lập
HiPT được thành lập với 14 thành viên đầu tiên, trong đó có nhiều nhân vật khá nổi tiếng trong ngành công nghệ thông tin. Tổng Giám đốc hiện tại của HiPT - ông Võ Văn Mai - là một trong những cựu học sinh xuất sắc của Trường Trung học phổ thông Chuyên Đại học Vinh, có công xây dựng bộ phận kỹ thuật phần cứng và bảo hành của FPT. Hiện nay, ông Võ Văn Mai còn là Chủ tịch Hiệp hội Doanh nghiệp Việt Nam - Hungary ), Phó Chủ tịch Hiệp hội an toàn thông tin Việt Nam ). Một thành viên nổi bật nữa là ông Võ Hồng Nam - con trai út của cố Đại tướng Võ Nguyên Giáp - hiện là Giám đốc Công ty CP Máy tính Truyền thông Hồng Nam. Bà Võ Hạnh Phúc cũng là một trong những người con của cố Đại tướng Võ Nguyên Giáp, đã có một thời gian là Ủy viên Hội đồng Quản trị của HiPT. Những nhân vật có tên tuổi khác là: ông Tôn Quốc Bình (hiện là Ủy viên Hội đồng quản trị, Phó Tổng giám đốc Ngân hàng TMCP Bảo Việt), ông Nghiêm Tiến sĩ (hiện là Phó Tổng Giám đốc Ngân hàng TMCP Dầu khí Toàn Cầu), ông Nguyễn Quang Hải (hiện là Phó Tổng Giám đốc phụ trách kỹ thuật của HiPT).
- Quyết định lịch sử - Phim hoạt hình 3D đầu tiên về cố Đại tướng Võ Nguyên Giáp

Bộ phim tái hiện hình ảnh cố Đại tướng Võ Nguyên Giáp trong Chiến dịch Điện Biên Phủ "lừng lẫy năm châu, chấn động địa cầu", đặc biệt là trong thời khắc mang ý nghĩa sống còn đối với lịch sử dân tộc Việt Nam - đêm 25/01/1954. Sau rất nhiều trăn trở, Người đã đưa ra quyết định kéo pháo khỏi trận địa nhằm bảo toàn lực lượng, chuyển từ phương châm "đánh nhanh, thắng nhanh" sang "đánh chắc, tiến chắc". Đây được coi là quyết định lịch sử đầy sáng suốt và giàu nhân văn của Người. 
Bộ phim do công ty 3D Brigade Hà Nội và đạo diễn Nghệ sĩ Nhân dân Nguyễn Hà Bắc thực hiện, với sự đầu tư của HiPT. Công ty 3D Brigade Hà Nội được thành lập năm 2007 trên cơ sở hợp tác quốc gia, giữa công ty 3D Brigade của Hungary và HiPT của Việt Nam. Bộ phim được hoàn thành năm 2010, là sản phẩm công nghệ chào mừng 1000 năm Thăng Long và mừng 100 năm ngày sinh của cố Đại tướng. Tháng 10/2013, sau sự kiện cố Đại tướng qua đời, HiPT được gia đình của Người ủy quyền trao đĩa gốc và quyền sử dụng vĩnh viễn bộ phim này cho Đài Truyền hình Việt Nam để chính thức phát sóng trên hệ thống kênh của VTV và báo điện tử VTV News.

## Lĩnh vực hoạt động

### Thương mại
Với Hewlett-Packard - HP (Đối tác Vàng và Preferred Partner - cấp cao nhất): Sự ra đời của HiPT gắn liền với việc trở thành đối tác độc quyền đầu tiên của HP tại Việt Nam. Vì vậy, HiPT có nền tảng lớn về hệ thống của HP và Hệ điều hành UNIX, được xem là nhà triển khai hàng đầu về phần cứng HP tại thị trường trong nước. Dự án tiêu biểu là "Cung cấp thiết bị hạ tầng CNTT phục vụ hệ thống corebanking" cho Ngân hàng phát triển nhà đồng bằng sông Cửu Long. HiPT cũng triển khai hệ thống server-SAN trong các dự án lớn của Ngân hàng Nhà nước Việt Nam, các ngân hàng TMCP và các cơ quan chính phủ; triển khai trung tâm dữ liệu và dự phòng thảm họa cho Ngân hàng Nhà nước Việt Nam, Tổng Công ty Tài chính Cổ phần Dầu khí Việt Nam, Ngân hàng TMCP Hàng hải Việt Nam.
Với Oracle (Đối tác Bạch kim): HiPT đã triển khai dự án "Hiện đại hóa Hệ thống Thanh toán liên Ngân hàng (IBPS)" cho Ngân hàng Nhà nước Việt Nam (giai đoạn 2) với việc sử dụng kiến trúc ứng dụng phần mềm lớp giữa Tuxedo của Oracle trên phạm vi 64 tỉnh/thành phố, cung cấp dịch vụ thanh toán trực tuyến cho 89 ngân hàng thương mại với gần 700 chi nhánh trên toàn quốc. Chiếc máy chủ cơ sở dữ liệu Oracle Exadata đầu tiên tại Hà Nội được HiPT triển khai cho Techcombank. Bộ Tài chính là cơ quan chính phủ đầu tiên sử dụng Exadata, và đối tác triển khai dự án này cũng là HiPT. Hiện tại, HiPT là một trong những công ty triển khai nhiều máy chủ Exadata (khoảng 3 triệu USD/ chiếc) nhất tại Việt Nam. Một số dự án quan trọng khác có sử dụng database và phần cứng Oracle là của các khách hàng như Ngân hàng Nông nghiệp và Phát triển nông thôn Việt Nam, Tập đoàn Bảo Việt. Tại các hội thảo năm tài khóa từ 2011 đến nay, HiPT được vinh danh là đối tác có doanh thu và tăng trưởng cao nhất cho khối sản phẩm phần mềm lớp giữa, đối tác đứng đầu về triển khai Exadata.
Với IBM (Đối tác Vàng): Với việc triển khai sản phẩm, giải pháp của IBM trong các dự án mua sắm thiết bị tin học, triển khai hệ thống bảo mật cho Ngân hàng Nhà nước Việt Nam và nhiều ngân hàng TMCP tại Việt Nam, HiPT được hãng này trao giải "Đại lý xuất sắc năm 2009" và "Đối tác xuất sắc nhất năm 2012".
Với Microsoft (Đối tác Vàng): HiPT là đối tác chiến lược cung cấp các sản phẩm phần mềm truyền thống của Microsoft tại Việt Nam như hệ điều hành, hệ thông tin doanh nghiệp, ứng dụng văn phòng. Các dự án chủ yếu liên quan đến việc mua sắm, lắp đặt và triển khai thiết bị tin học cho các cơ quan Nhà nước. Năm 2012, HiPT chính thức trở thành Đối tác Vàng của hãng này.
Với Cisco Systems (Đối tác Bạc): Cùng với thế mạnh của Cisco là lĩnh vực công nghệ mạng, cung cấp các giải pháp phần cứng và phần mềm đồng bộ cho các hệ thống truyền thông và Internet, HiPT đã triển khai các dự án trang bị thiết bị mạng (bộ định tuyến, bộ chuyển đổi, bộ cân bằng tải..., phần mềm quản trị mạng lõi cho Tập đoàn Bảo Việt, Ngân hàng Nhà nước Việt Nam.
Theo khảo sát của Tập đoàn Dữ liệu quốc tế (IDG) được công bố tháng 5/2012, Oracle, Cisco, IBM, Check Point thuộc top 5 thương hiệu công nghệ được các ngân hàng tại Việt Nam ưa chuộng.
Các đối tác khác: Check Point (Đối tác Vàng), Blue Coat (Đối tác cấp cao), Symantec, Emerson, Atex, Acer, APC...
- Cung cấp các giải pháp do Công ty tự phát triển:

Giải pháp Cổng giao tiếp thông tin với Ngân hàng Nhà nước Việt Nam – cbGateway. Ra mắt vào năm 2010, giải pháp cbGateway chạy trên nền tảng Windows Database Oracle. Đây là giải pháp được áp dụng cho tất các tổ chức tín dụng thực hiện báo cáo thống kê theo thông tư 21 quy định của NHNN. Các khách hàng tiêu biểu đã sử dụng giải pháp này bao gồm: Tổng Công ty Tài chính Cổ phần Dầu khí Việt Nam (PVFC); Ngân hàng TMCP Sài Gòn - Hà Nội (SHB); Ngân hàng TMCP Hàng Hải Việt Nam (MSB); Ngân hàng Phát triển Nhà Hà Nội (HBB - đã sáp nhập sang SHB); Ngân hàng United Overseas (UOB).
Phần mềm Quản lý Tài sản do HiPT phát triển trên nền tảng giải pháp mà Công ty đã cung cấp cho Ngân hàng Nhà nước Việt Nam từ những năm 2000. Giải pháp này giúp cho việc quản lý tài sản của các tổ chức/doanh nghiệp lớn được tập trung và hệ thống, quản lý tới từng nghiệp vụ xảy ra thường xuyên trong vòng đời của tài sản, tính toán khấu hao chính xác tới từng ngày của tài sản cố định, các nghiệp vụ đều tuân thủ các văn bản quy phạm pháp luật, lưu vết được tất cả các nghiệp vụ của một tài sản giúp cho việc quản lý cũng như bàn giao công việc giữa các cán bộ tài sản được thuận lợi nhất. Giải pháp cũng cung cấp hệ thống các báo cáo đáp ứng được đầy đủ các nhu cầu quản lý và khai thác của người sử dụng. Ngân hàng Liên doanh Việt - Nga là khách hàng đang sử dụng giải pháp này của HiPT.
Hệ thống Báo cáo thống kê theo hướng tập trung (năm 2010) được xây dựng dựa trên Thông tư 21/2010/TT-NHNN thay thế Quyết định số 477/2004/QĐ-NHNN ngày 28/4/2004 và Quyết định số 1747/2005/QĐ-NHNN ngày 01/12/2005 về việc ban hành Chế độ báo cáo thống kê áp dụng đối với các đơn vị thuộc NHNN và các tổ chức tín dụng. Theo mô hình này, báo cáo thống kê được triển khai tại Ngân hàng Trung ương (NHTW) và các Vụ/Cục sẽ tổng hợp dữ liệu toàn quốc, kiểm tra và kiểm soát dữ liệu, khai thác, phân tích dữ liệu và cảnh báo rủi ro. Tại các Chi nhánh NHNN trên 64 tỉnh, thành phố, hệ thống sẽ thu thập, tiếp nhận dữ liệu của các tổ chức tín dụng chưa quản lý dữ liệu tập trung và truyền về NHTW; khai thác, phân tích dữ liệu tại địa bàn. Tại hội sở chính các tổ chức tín dụng (đã thực hiện quản lý dữ liệu tập trung), hệ thống sẽ thu thập dữ liệu, kiểm tra tính đúng đắn và truyền dữ liệu về NHTW; khai thác dữ liệu đã báo cáo và các thông tin khác.
Ngoài các giải pháp do Công ty phát triển 100%, HiPT hiện cũng đang sở hữu một số giải pháp phát triển từ phần mềm của nước ngoài như: Phần mềm dịch vụ công trực tuyến (ActiveFlow - cung cấp dịch vụ công trực tuyến mức 3 trên nền web và dòng xử lý nghiệp vụ với các hồ sơ điện tử theo tiêu chuẩn tiên tiến, hiện đại, hiệu quả và linh hoạt); Phần mềm xây dựng kho dữ liệu Kinh tế - Xã hội và Phân tích dự báo (Data Warehouse - được HiPT thiết kế chuyên biệt cho khách hàng là Trung tâm Thông tin và Dự báo Kinh tế - Xã hội Quốc gia. Giải pháp này giúp xây dựng kho dữ liệu Kinh tế - Xã hội theo các chỉ tiêu, thời gian… và các mô hình phân tích trong dài hạn và ngắn hạn).

### Dịch vụ tích hợp hệ thống:
Cung cấp giải pháp tích hợp hệ thống là lĩnh vực chính của HiPT từ những ngày đầu thành lập. Hiện nay, đây vẫn là hoạt động cốt lõi của HiPT. Trong quá trình hoạt động, HiPT luôn được coi là một trong những tên tuổi hàng đầu trong ngành Công nghệ thông tin về lĩnh vực Tích hợp hệ thống tại Việt Nam. HiPT là Công ty tiên phong và HiPT đã hoàn thiện chuỗi quy trình dịch vụ khép kín nhằm đáp ứng đầy đủ mọi yêu cầu và năng lực khai thác của khách hàng. Các gói dịch vụ Tích hợp hệ thống do HiPT cung cấp bao gồm: Tư vấn thiết kế,triển khai hệ thống.Triển khai dự án, Vận hành hệ thống, Bảo hành bảo trì hệ thống.
Nhằm đảm bảo chất lượng ổn định và cao nhất tới khách hàng, tất cả sản phẩm và dịch vụ của HiPT đều được được kiểm soát bởi quy trình quản lý chất lượng theo tiêu chuẩn ISO 9001. Với kinh nghiệm phong phú, đội ngũ nhân sự chất lượng cao và sự đồng hành của các đối tác hàng đầu thế giới, HiPT đã hoàn thành nhiều dự án lớn, phức tạp tầm cỡ quốc gia, giành được sự tín nhiệm của nhiều khách hàng lớn, trong và ngoài nước 

### Dịch vụ an toàn thông tin
Khi kết nối hệ thống đối với mạng toàn cầu trở thành yêu cầu bắt buộc, việc đảm bảo an toàn thông tin và an ninh mạng trước những mối đe dọa từ những cuộc tấn công mạng có chủ đích đã trở thành mối quan tâm hàng đầu của mọi tổ chức, doanh nghiệp, đặc biệt là những tổ chức, doanh nghiệp quy mô lớn. Hiểu được yêu cầu trên của khách hàng, HiPT đã tập trung xây dựng đội ngũ chuyên gia về lĩnh vực an toàn thông tin có trình độ chuyên môn cao, đồng thời xây dựng những phương án, giải pháp bảo mật, đáp ứng được nhiều yêu cầu đa dạng của những khối khách hàng khác nhau.
Hiện nay, HiPT đang là một trong những doanh nghiệp tham gia tích cực vào Hiệp hội An toàn Thông tin Việt Nam (VNISA). HiPT là một trong số ít những doanh nghiệp Công nghệ thông tin hoàn thiện và đáp ứng tiêu chuẩn của giấy phép hoạt động kinh doanh sản phẩm và dịch vụ An toàn Thông tin Mạng, giấy phép hoạt động kinh doanh sản phẩm Mật mã Dân sự. HiPT đáp ứng đầy đủ tiêu chuẩn về an toàn thông tin theo tiêu chuẩn ISO 27000.
HiPT đang là đối tác chiến lược, cấp cao nhất của những hãng cung cấp giải pháp và thiết bị bảo mật hàng đầu như Aruba, Symantec Cyber Security, IBM, Juniper... Sự phối hợp với các hãng công nghệ này giúp HiPT nhanh chóng tiếp cận những giải pháp mới nhất, tối ưu nhất để cung cấp cho khách hàng 

### Hạ tầng công nghệ thông tin
HiPT là một trong số ít những Công ty Tích hợp Hệ thống tại Việt Nam đã đầu tư và phát triển mảng triển khai Hạ tầng Công nghệ thông tin thành một trong những lĩnh vực kinh doanh chính. Việc chủ động
trong tư vấn và triển khai hạ tầng thay vì sử dụng các đơn vị bên thứ ba giúp HiPT đảm bảo hiệu quả tiến độ và chất lượng của dự án, công trình.
Dịch vụ Hạ tầng Công nghệ Thông tin của HiPT là một lĩnh vực có tốc độ phát triển nhanh của HiPT, đáp ứng kịp thời và tốt nhất nhu cầu kết nối và ứng dụng công nghệ thông tin vào sản xuất kinh doanh của
nhiều khách hàng.Nhiều đối tác lớn trong nước đã sử dụng dịch vụ thiết kế và xây dựng Hạ tầng công nghệ thông tin của HiPT trong những dự án quan trọng như: Dự án Bệnh viện Hồng Ngọc - Phúc Trường Minh, dự án tổ hợp khách sạn FLC Sầm Sơn, dự án Khách sạn Wyndham Hạ Long...
HiPT đã phát triển lĩnh vực Hạ tầng công nghệ thông tin thành 3 nhóm giải pháp sản phẩm chính: Giải pháp cho tòa nhà - văn phòng, giải pháp cho khách sạn - resort, giải pháp cho Y tế - bệnh viện.

### Xây dựng và triển khai phần mềm
Tự chủ xây dựng, thiết kế phần mềm là một trong những yếu tố tạo nên thành công của HiPT trong những dự án tích hợp hệ thống quy mô lớn. Phần mềm HiPT đóng vai trò then chốt trong những dự án đặc biệt quan trọng của HiPT và quốc gia như: Các cấu phần của dự án xây dựng, bảo trì, nâng cấp Hệ thống Thanh toán Liên ngân Hàng của Ngân hàng Nhà nước Việt Nam; dự án thiết kế và xây dựng Hệ thống quản lý dân cư của thành phố Hải Phòng...
Từ những kinh nghiệm đúc kết được trong quá trình làm việc trực tiếp với những khách hàng lớn, triển khai và thiết kế nhiều dự án phức tạp, HiPT Phần mềm từ việc xây dựng hệ thống để giải các bài toán cho từng khách hàng, đã tạo ra những gói giải pháp, đáp ứng đa dạng nhu cầu của nhiều bên.

## Chứng chỉ quốc tế
Năm 2004, HiPT ghi dấu chặng đường một thập kỷ xây dựng và phát triển với việc đưa vào hoạt động tòa nhà Trung tâm Giao dịch Điện tử và Phần mềm Hà Nội – đây chính là trụ sở chính của Công ty cho tới hiện tại - Tòa nhà HiPT (số 152 Thụy Khuê, Tây Hồ, Hà Nội). Cùng với văn phòng làm việc hiện đại và quy mô, hệ thống bảo đảm chất lượng của HiPT cũng lần đầu tiên đón nhận chứng chỉ ISO 9001:2000 từ BVQI. Đây là cơ sở để HiPT được TUV Rheinland nâng cấp chứng chỉ ISO 9001:2008 vào năm 2008 và tiếp tục duy trì thành công vào năm 2011. Mới đây nhất, tháng 5/2013, HiPT đạt chứng chỉ ISO 27001:2005 về quản lý an ninh thông tin.

## Thành tựu và Giải thưởng
- Bằng khen về "Thành tích xuất sắc đóng góp cho sự nghiệp phát triển ngành Công nghiệp Phần mềm Việt Nam giai đoạn 2002 – 2005" do Bộ trưởng Bộ Bưu chính – Viễn thông trao tặng.
- Danh hiệu "Đơn vị xuất sắc trong việc áp dụng các hệ thống quản lý chất lượng theo tiêu chuẩn quốc tế năm 2007" do Thứ trưởng Bộ Khoa học và Công nghệ trao tặng.
- Giải thưởng "Doanh nghiệp tiêu biểu" năm 2011[38] và 2012[39] do UBND TP. Hà Nội trao tặng.
- Cúp vàng "Doanh nghiệp hội nhập và phát triển năm 2012"[40]. Giải thưởng do Phòng Thương mại và Công nghiệp Việt Nam (VCCI), Bộ Công Thương, Bộ Văn hóa – Thể thao và Du lịch, Đài Truyền hình Việt Nam, Hiệp hội Doanh nghiệp nhỏ và vừa Việt Nam, Ủy ban Quốc gia Hợp tác Kinh tế Quốc tế, Báo Điện tử Đảng Cộng sản Việt Nam phối hợp tổ chức.
- Giải thưởng "Doanh nghiệp thực hiện tốt trách nhiệm an sinh xã hội và phát triển cộng đồng 2013" do Bộ Kế hoạch và Đầu tư phối hợp với Tạp chí Kinh tế và Dự báo tổ chức[41].
- Bảng Vàng "Doanh nghiệp Văn hóa UNESCO Việt Nam" năm 2009, 2011[42] và 2013 do Liên hiệp các Hội UNESCO Việt Nam trao tặng.
- TOP 10 Doanh nghiệp Cung cấp dịch vụ, giải pháp CNTT và TOP 10 Doanh nghiệp Cung cấp hạ tầng số, Bảo mật, an toàn thông tin do Hiệp hội Phần mềm và Dịch vụ Công nghệ thông tin Việt Nam công nhận.
- TOP 10 CÔNG TY CÔNG NGHỆ VIỆT NAM UY TÍN NHẤT năm 2018, 2019, 2020, 2021 do Vietnam Report công nhận.